# أسروة وردية
أسروة وردية (الاسم العلمي: Aseroe floriformis) هو نوع من الفطريات يتبع جنس الأسروة من فصيلة الفالوسية.